# Günther Koerffer
Günther Koerffer, född den 8 augusti 1954 i Merzenich i Tyskland, är en svensk konditor.
Koerffer är född och uppväxt i Tyskland, men är sedan 1974 bosatt i Sverige. Han var vice ordförande för branschorganisationen Sveriges bagare & konditorer samt ordförande i International Union of Bakers and Confectioners (UIBC) och satt i styrelsen för CEBP (Europa Bagare/ konditorer i EU parlament).
.
Sedan 1984 driver han ett café/konditori i Ulricehamn. Koerffer har arbetat åt det svenska hovet som ansvarig för tårtan vid bröllopet mellan drottning Silvia och kung Carl XVI Gustaf och senare gjorde han även kronprinsessan Victorias och prins Daniels bröllopstårta.

## Speciella uppdrag och utmärkelser

### Ansvarig för Kronprinsessan Victoria och prins Daniels Bröllopstårta
I juni 2010 ansvarade Gunther med sitt 4-manna team för att ta fram och kreera Kronprinsessan Victoria och prins Daniels bröllopstårta. Under flera månader planerades, provades och slutligen tillverkades bröllopstårtan. Teamet var även med på plats då tårtan skulle skäras upp. Denna insats belönades med medalj och titeln Hovkonditor personligen överräckt av Kronprinsessan.

### Änglagårdspremiär i Ulricehamn och Stockholm med Änglagårdstårta
Redan1992 i samband med första Änglagård filmen, som spelades in utanför Ulricehamn, levererade Günther fikabröd till filmteamet. I samband med filminspelningen tog han även fram Änglagårdstårtan som han senare tävlade med i årets konditor och slutade på 2:a plats. Då Colin Nutley bestämde sig för att göra en tredje änglagård film var Günther med på Premiären i Ulricehamn och Stockholm och serverade sin Änglagårdstårta.

### Guinessrekord i längsta prinsesslängd
11 augusti 2002, i samband med Ulricehamns 700-årsjubileum slog Koerffer med sitt företag Günthers Brödstuga rekordet i Längsta prinsesslängd
700 meter lång gick den genom hela Ulricehamns gågata. De insamlade pengarna gick till Kronprinsessan Victorias fond. Mätning genomfördes av Notarius Publikus Isacsson i Ulricehamn.

## Förtroendeuppdrag
- 1987 medlem styrelse Sveriges Konditorer.
- 1990-2009 ordförande Sveriges Konditorer.
- Styrelse Sv. Bagare & Konditorer, sedan 2005 Vice Ordförande[9]
- 2004-2009 Hederspresident UIPCG[10]
- Ordförande i International Union of Bakers and Confectioners (UIBC)[2]
- Styrelse CEBP (Europa Bagare/ konditorer i EU parlament)